# Lacrymaria
Genre
Lacrymaria est un genre de champignons de la famille des Psathyrellaceae.

## Liste d'espèces
Selon Index Fungorum (29 octobre 2013) :
- Lacrymaria atricha (Berk.) Kits van Wav. 1995
- Lacrymaria castanophylla (Berk.) Kits van Wav. 1995
- Lacrymaria glareosa (J. Favre) Watling 1979
- Lacrymaria hemisoodes (Berk.) Kits van Wav. 1995
- Lacrymaria hypertropicalis (Guzmán, Bandala & Montoya) Cortez 2005
- Lacrymaria ignescens (Lasch) S. Lundell & Nannf. 1979
- Lacrymaria lacrymabunda (Bull.) Pat. 1887
- Lacrymaria phlebophora Pat. 1898
- Lacrymaria pyrotricha (Holmsk.) Konrad & Maubl. 1925
- Lacrymaria sepulchralis (Singer, A.H. Sm. & Guzmán) Watling 1979
- Lacrymaria subcinnamomea (A.H. Sm.) Watling 1979